# Johannes Gumpp
Johannes Gumpp (Innsbruck, 1626 circa – Firenze (?), post 1646) è stato un pittore austriaco del quale non esistono notizie certe.

## Biografia
Dovrebbe essere nato nel 1626 a Innsbruck. Quasi certamente era un membro della famiglia austriaca Gumpp, che annoverò fra i suoi componenti vari artisti, attivi in Tirolo e in Baviera tra il XVI e il XVIII secolo. 

Sembra che Johannes Gumpp si sia trasferito in Italia quando era ancora molto giovane, quasi certamente a Firenze, dove risulta attivo nel 1646. Non sono conosciuti il luogo e la data della sua morte: è probabile che morì proprio durante questo viaggio, a Firenze, non molto dopo aver siglato i suoi autoritratti (uniche opere sue certe) appunto nel 1646.

## Attività artistica

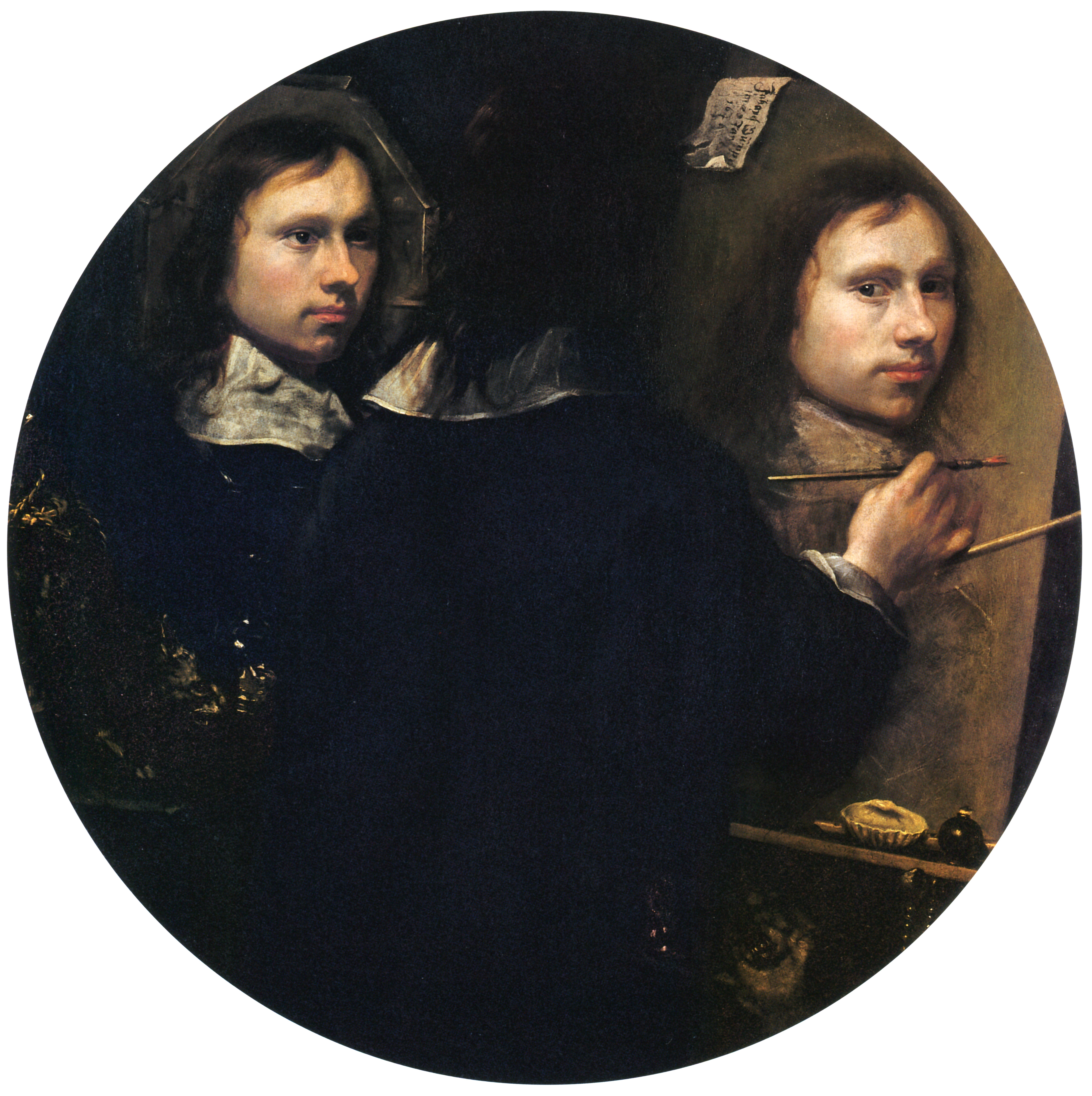
Johannes Gumpp, Doppio autoritratto allo specchio (1646), versione rotonda, Corridoio vasariano, Firenze

A parte due autoritratti, non sono noti ulteriori dipinti di Johannes Gumpp. In realtà si tratta dello stesso dipinto, realizzato dall'artista in due versioni: la prima, famosissima, ha forma rotonda (diametro cm. 89) ed è conservata a Firenze, tra gli autoritratti della Galleria degli Uffizi; la seconda, meno nota, è di forma rettangolare (cm. 128x98) e attualmente è parte della collezione privata di Peter Mühlbauer, presso la sua 'Schloss Schönburg Galerie', a Pocking, in Alta Baviera.

Tecnicamente è da considerare un autoritratto "triplo", dato che l'artista si è raffigurato ben tre volte, in un intrigante gioco di sguardi, pose e specchi; una volta di spalle, a figura quasi intera, mentre sta pitturando, una di fronte, riflesso nello specchio ottagonale, e una terza, sempre di fronte, sulla tela su cui sta dipingendo fedelmente proprio quel volto che lo specchio gli rimanda.

Entrambi i quadri sono firmati e datati su un ritaglio di carta, che Gumpp ha pitturato sul margine superiore del ritratto dipinto su tela, da cui risulta che sono stati realizzati nel 1646.

## Simbolismo nell'autoritratto di J. Gumpp

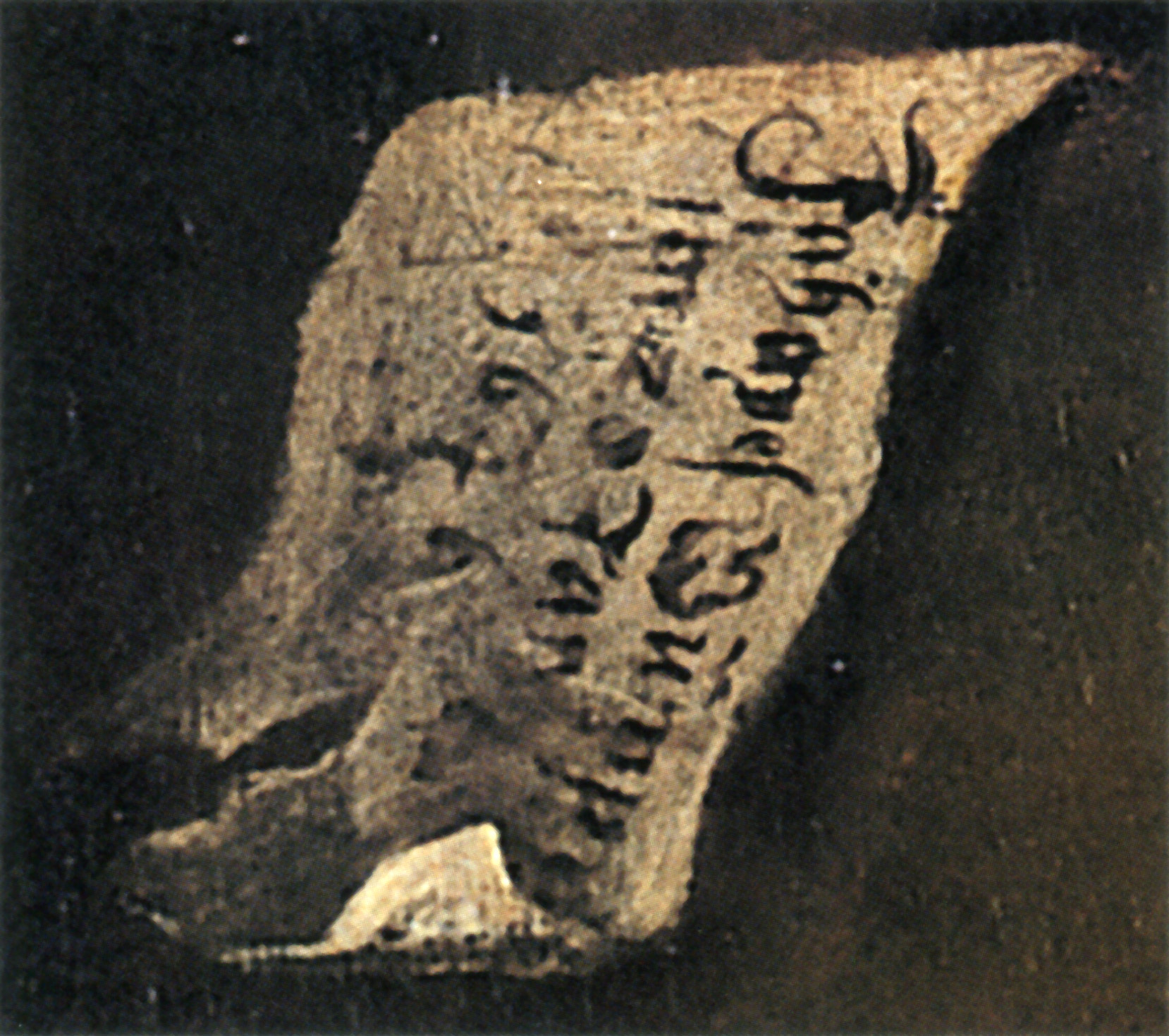
Johannes Gumpp, ' Doppio autoritratto allo specchio'. Dettaglio dell'iscrizione "Johannes Gumpp im 20 Jare 1646"

L'autoritratto di Johannes Gumpp è stato considerato uno dei primi in cui entrano in gioco i problemi relativi al rapporto dell'autore con il pubblico. Vari studiosi, in primo luogo il filosofo francese J. L. Nancy nel suo studio sui ritratti pittorici, hanno argomentato che è palese l'intenzione dell'artista di affermare implicitamente la superiorità della pittura su ogni altro mezzo di riproduzione della realtà, compreso quello apparentemente fedele dello specchio. L'artista ha molte identità (come uomo qualsiasi, come individuo che cerca di conoscersi per dare corpo alla sua arte, come autore) e Gumpp, nel suo autoritratto, avrebbe ritenuto importante sottolinearlo, proprio mostrando i propri molteplici aspetti.

Altri studiosi hanno sottolineato che le figure di un cane e di un gatto, presenti nel dipinto, assumono, un simbolismo correlato, secondo l'inclinazione alle allegorie della cultura barocca. Ai due animali sono convenzionalmente attribuiti la fedeltà e l'autonomia, e in questo caso la distinzione è intesa tra la fedeltà dello specchio e l'autonomia della rappresentazione artistica.